# João, o Paflagônio
João, o Paflagônio (em grego: Ἱωάννης η Παφλαγόνας; romaniz.: Ioannes i Paflagónas), Paolagão (em grego: Παολαγών; termo pejorativo) e Caifás (em grego: Καϊάφας) segundo João Malalas, foi um oficial bizantino, ativo durante o reinado do imperador Anastácio I (r. 491–518). Foi um nativo da cidade de Crateia, na província de Honória. Manteve o posto de tratador (tractator) no gabinete oriental (scrinium Orientis) em Constantinopla até antes de 498 quando foi substituído por Marino e recebeu o consulado honorário.
Por volta da mesma época foi nomeado por Anastácio I como conde das sagradas liberalidades. Iniciou uma nova e necessária cunhagem de moedas de cobre de alta denominação e derreteu algumas estátuas de bronze trazidas por Constantino (r. 306–337) para Constantinopla e fez um grande busto de Anastácio que foi exposto num pilar no Fórum do Touro. Teve um irmão chamado Platão a quem, em 500, ajudou a se eleger ao bispado da cidade natal deles, Crateia. Além disso é citado como fundador de um mosteiro em Crateia que colocou aos cuidados de Abraão. Um monograma (Ιωάννου) estampado em louças de prata durante o reinado de Anastácio provavelmente alude a ele.